# ІПП-8

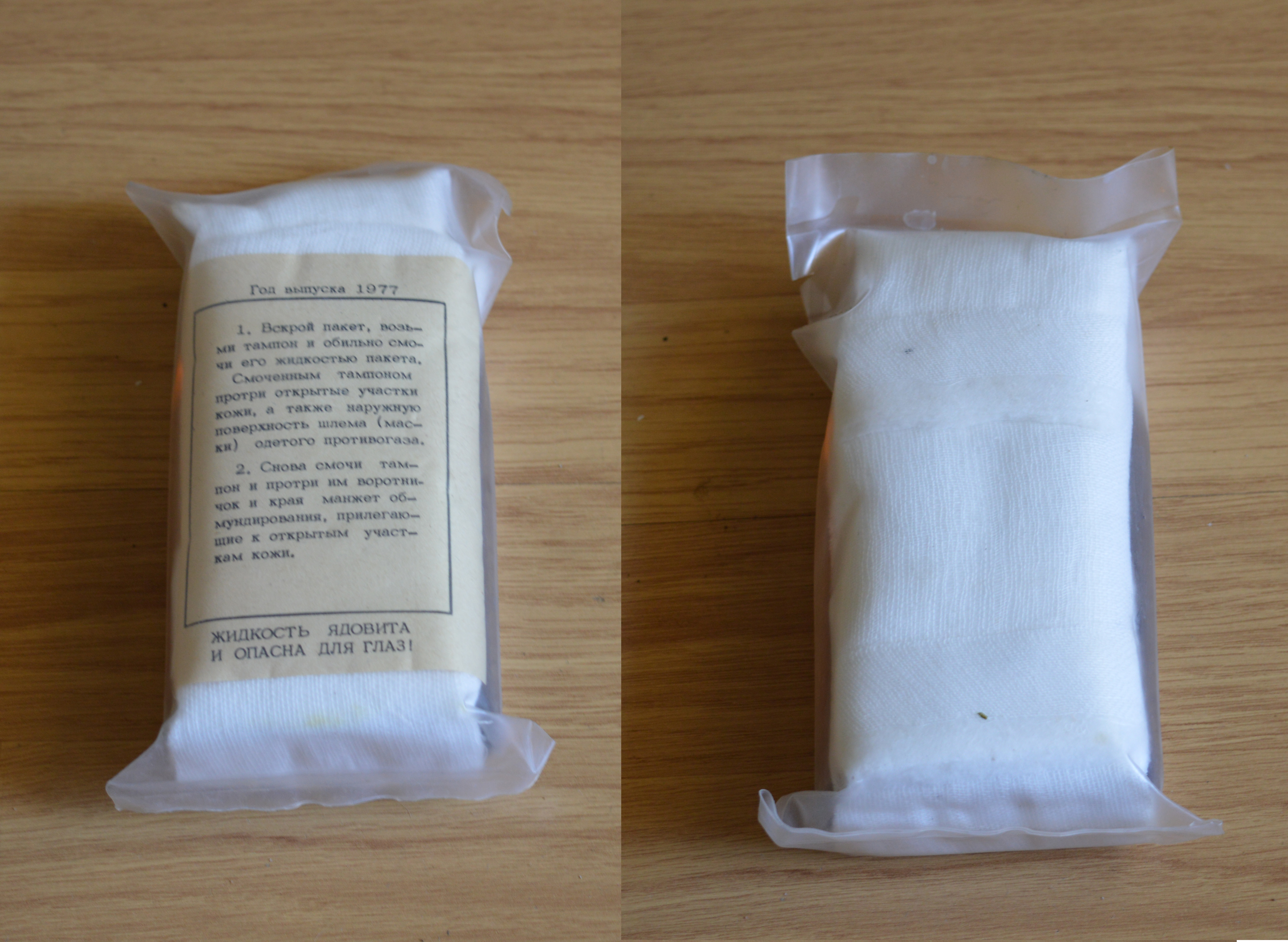
ІПП-8 пакет

Індивідуальний протихімічний пакет ІПП-8 призначений для надання першої допомоги в разі ураження крапельно-рідкими отруйними речовинами.

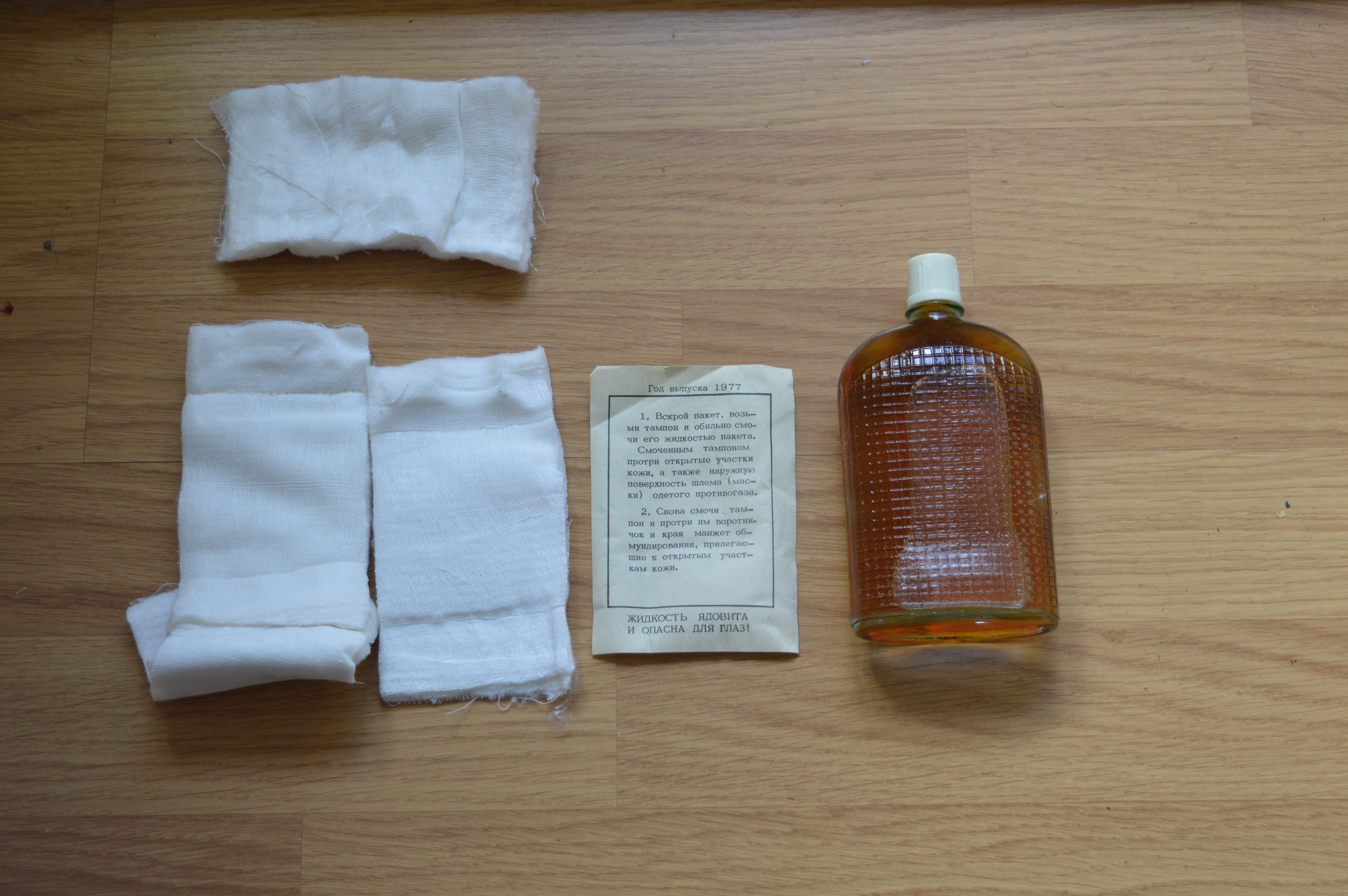
ІПП-8 розгорнутий

ІПП-8 забезпечує проведення часткової санітарної обробки відкритих ділянок шкірних покривів і безпосередньо прилеглих до них ділянок обмундирування, заражених крапельно-рідкими ОР.

## Комплектація
- скляний флакон ємністю 125-135 мл з полідегазуючою алкоголятною рецептурою: гідроксид натрію, етилцелозольв, диметиламін, диметилформамід.

- 4 ватно-марлевих тампони,

- пам'ятка про правила використання пакета,

- упаковка (поліетиленова оболонка).

## Характеристики
Кількість дегазатора у флаконі (125-135 мл.) забезпечує обробку 1500-2000 см² поверхні. Маса упаковки ІПП із вмістом - 250 г. Час приведення пакета в дію - 25-35 с. Тривалість обробки - 1,5-2 хв.

## Спосіб застосування
У разі зараження відкритих ділянок шкіри аерозолем і краплями ОР та їхньої дегазації порядок проведення часткової санітарної обробки з використанням ІПП-8 при одягненому протигазі в момент застосування противником ОР наступний:
1. розкрити пакет;
2. рясно змочити тампон рецептурою і протерти шкіру шиї та кистей рук;
3. знову змочити тампон і протерти комір куртки (шинелі), манжети рукавів (захоплювати тампоном зовнішню і внутрішню поверхні тканини), зовнішню поверхню лицьової частини протигаза;
4. сухим тампоном зняти надлишки рецептури зі шкіри шиї та рук;
5. закрити і прибрати флакон.

За відсутності пакета можливе знешкодження ОР розчином (30г гідроксиду натрію (можна замінити на 150г силікатного клею) на 1 літр 3% розчину перекису водню).
Для обробки шкіри у дітей від 1,5 до 7 років ІПП-8 крім особливих випадків застосовувати не рекомендується, слід використовувати лужно-перекисну рецептуру.

## Ознаки непридатності ІПП-8 до застосування
- Наявність осаду - на дні флакона, товщиною понад 3 мм; наліт на стінках флакона; утворення кірки на поверхні;
- Знебарвлення та/або гелеподібний стан рідини;
- Механічні пошкодження флакона, корка або упаковки; у т.ч. вицвітання (знебарвлення) тексту інструкції.